# Argyrolobium nanum
Argyrolobium nanum är en ärtväxtart som beskrevs av Hermann August Theodor Harms. Argyrolobium nanum ingår i släktet Argyrolobium och familjen ärtväxter. Inga underarter finns listade i Catalogue of Life.